# Симонетт, Роланд Теодор

Роланд Симонетт

Роланд Теодор Симонетт (англ. Roland Theodore Symonette; 16 декабря 1898, Эльютера — 13 марта 1980, Нассау) — первый премьер Содружества Багамских островов, лидер Объединённой багамской партии.
Родился в семье пастора-методиста. Был одним из богатейших людей на Багамах. С 1925 по 1977 беспрерывно — член парламента от округа Ширли. С 1955 по 1964 — председатель правительства Островов. В 1964, после получения Багамами автономии, занял пост премьера, занимал этот пост до 1967. Женат три раза. В 1959 возведён в рыцарское достоинство. Изображён на банкноте в $50 Багам. Сменён Линденом Пиндлингом.